# Кавасо Нуово
Кава̀со Нуо̀во (на италиански: Chiavasso Nuovo; на фриулски: Cjavàs, Чавас) е село и община в Северна Италия, провинция Порденоне, автономен регион Фриули-Венеция Джулия. Разположено е на 285 m надморска височина. Населението на общината е 1637 души (към 2010 г.).
В 1976 г. селото е повредено от силни земетресения.